# 四氢化钛
四氢化钛是一种无机化合物，化学式为TiH
4。它尚未批量获得，因此其本体性质仍然未知。但是，四氢化钛分子已在气体基质中分离出来。它是无色气体，对热分解非常不稳定。尽管已通过计算化学计算了其许多性质，但该化合物的性质尚不明确。

## 制备和稳定性
四氢化钛于 1963年首次被合成，由TiCl4 和 H2的混合物光分解作用而成，然后立刻用质谱法检测四氢化钛。 由于四氢化钛非常不稳定，因此需要快速的分析。 TiH4的计算分析得出的预测键解离能（解离成Ti+4H）为132 kcal/mol。  由于H2的解离能为104 kcal/mole，因此TiH4的不稳定性可以用热力学预测，分解成金属钛和氢气：
TiH4 → Ti0 + 2 H2 (76 kcal/mole)
TiH4，以及其它分子型钛氢化物 （TiH、 TiH2、TiH3 和各种多聚体）可以由钛杯激光烧蚀后而成，已在低温下分离出来。 

## 结构
人们觉得在固体四氢化钛中，分子形成聚合物，并通过共价键连接。  计算表明 TiH4 容易二聚。 这在很大程度上归因于四氢化钛单体的电子缺乏和氢化物配体的小尺寸。由于配体间斥力的增加可忽略不计，因此四氢化钛可以在非常低的能垒下进行二聚。
计算出四氢化钛二聚体是在许多形式之间快速转化的流变分子，所有形式均含有桥接配体氢。  这是一个三中心二电子键的例子。
四氢化钛单体是含有 sd3 轨道杂化的过渡金属化合物中，最简单的。